# 新幹線E8系電車
新幹線E8系電車（しんかんせんE8けいでんしゃ）は、東日本旅客鉄道（JR東日本）の新在直通運転用（ミニ新幹線用）新幹線電車。2024年3月16日に営業運転を開始した。

## 概要
東京駅 - 福島駅の東北新幹線区間での最高時速300 km/hでの運転による速達化や、全席へのコンセント設置などによるサービス向上を目的として、2020年に導入が発表された。山形新幹線向けの新形式車両導入はE3系以来約25年ぶり。デザインは山形県出身の工業デザイナーで、E6系やE7系などのデザインも務めた奥山清行。
当初の発表では2026年春までに17編成119両を投入予定としていたが、新型コロナウイルス感染症の流行が収束後も需要が流行前の程度まで回復しないとのJR東日本の見込みから、投入数を2編成削減して15編成105両にすることが2022年に発表されている。
2023年2月に第1編成が完成した。2023年2月27日から各種試運転を行い、2024年3月16日より営業運転を開始した。

## 構造
秋田新幹線用のE6系をベースとしており、同車に山形新幹線の特性を踏まえた変更を行った。

### 車体
車体はアルミニウム合金製で、車両下部にヒーターを設置して雪対策を施している。また、全車にフルアクティブサスペンションが設置されている。
前頭部はアローラインの形状を採用しているが、定員増加のためにE6系（13m）よりも短い9mとされた。新幹線区間ではE5系・H5系との併結運転に対応するが、高速走行できる区間が宇都宮駅 - 福島駅間のみと秋田新幹線に比べて大幅に短いことから、最高速度は300km/hとなった。

### 台車
台車はE6系と同様の電気式アクチュエータによるフルアクティブ制御付きのボルスタレス台車であるが、車両側で耐雪を行う必要性から新たに台車部着雪防止ヒーターが追加されている。なお、E6系に採用されていた空気ばね式車体傾斜装置は搭載されていない。

### 内外装
デザインコンセプトは「豊かな風土と心を編む列車」で、山形県出身の奥山清行の監修の下で川崎車両が担当した。
外装は2014年からE3系に導入されたデザインを踏襲し、上から「おしどりパープル」と呼ばれる紫色、「紅花イエロー」と呼ばれる黄色、「蔵王ビアンコ」と呼ばれる白色の順に配色している。オシドリは山形の県鳥、ベニバナは山形の県花である。ただし、カラーリングで容易に識別可能であるという判断から、ロゴマーク等は取り付けない。
車内のデザインはグリーン車・普通車とも通路を最上川の流れに見立て、山形の風土を表現した。座席は車椅子席を除いて2+2配列で、全席に電源コンセントを設置する。グリーン車は「最上川と月山」をテーマとし、座席には月山の緑色と最上川の水面の印象を組み合わせたカラーリングを施す。普通車は「最上川と紅」をテーマとし、紅花の黄色から抽出した紅色までをグラデーションで表現した座席とする。
車椅子スペースは2020年3月の発表時点では1編成あたり計3席（グリーン車1席、普通車2席）としていたが、2020年10月に改正された高齢者、障害者等の移動等の円滑化の促進に関する法律（バリアフリー法）省令のバリアフリー基準が適用されることとなり、普通車の車椅子スペースを3席に増やしている。
このほか全車に荷物スペースが備わり、客室内・デッキ・通路には防犯カメラを設置している。

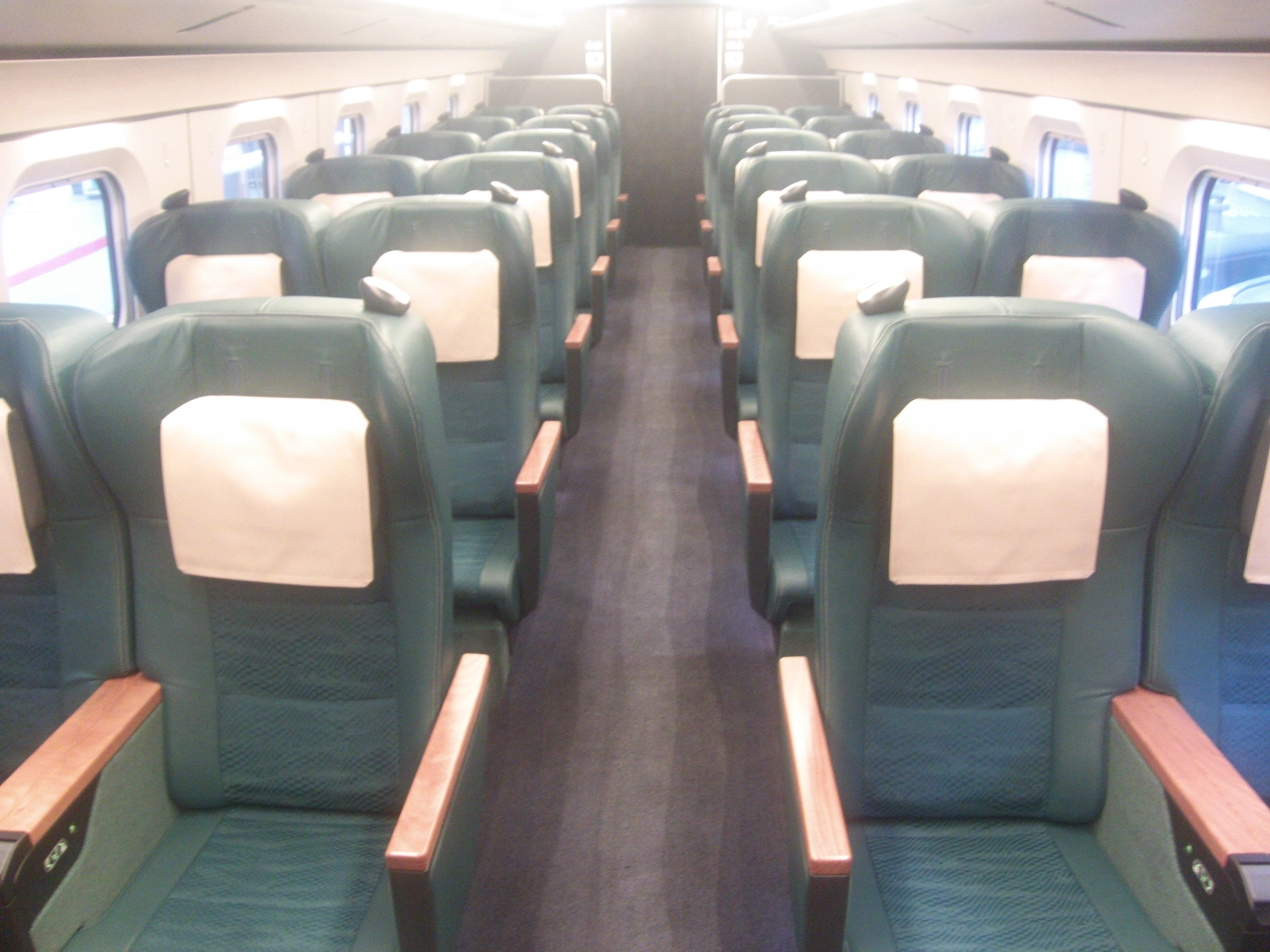
グリーン車
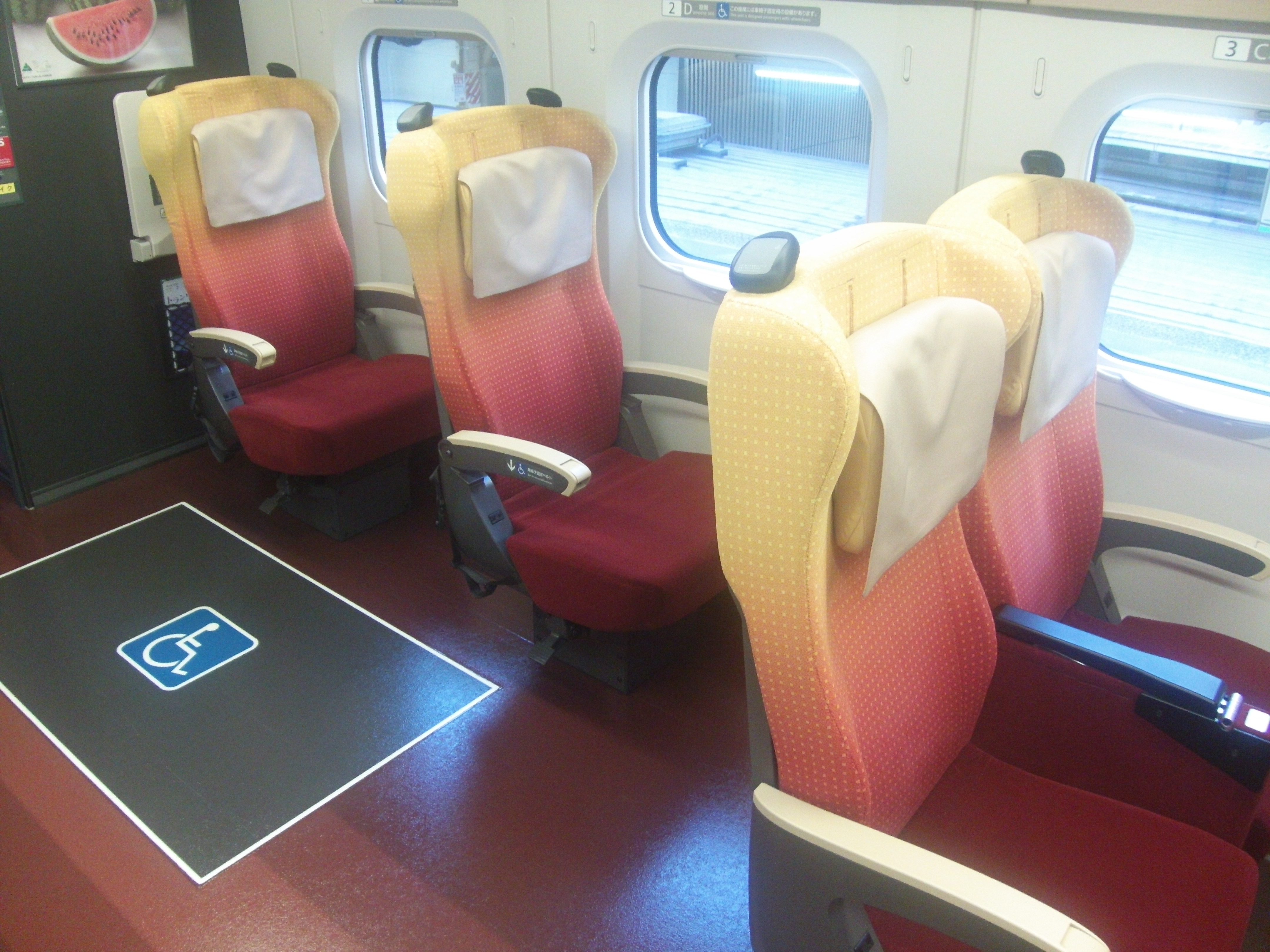
普通車（車椅子スペース）
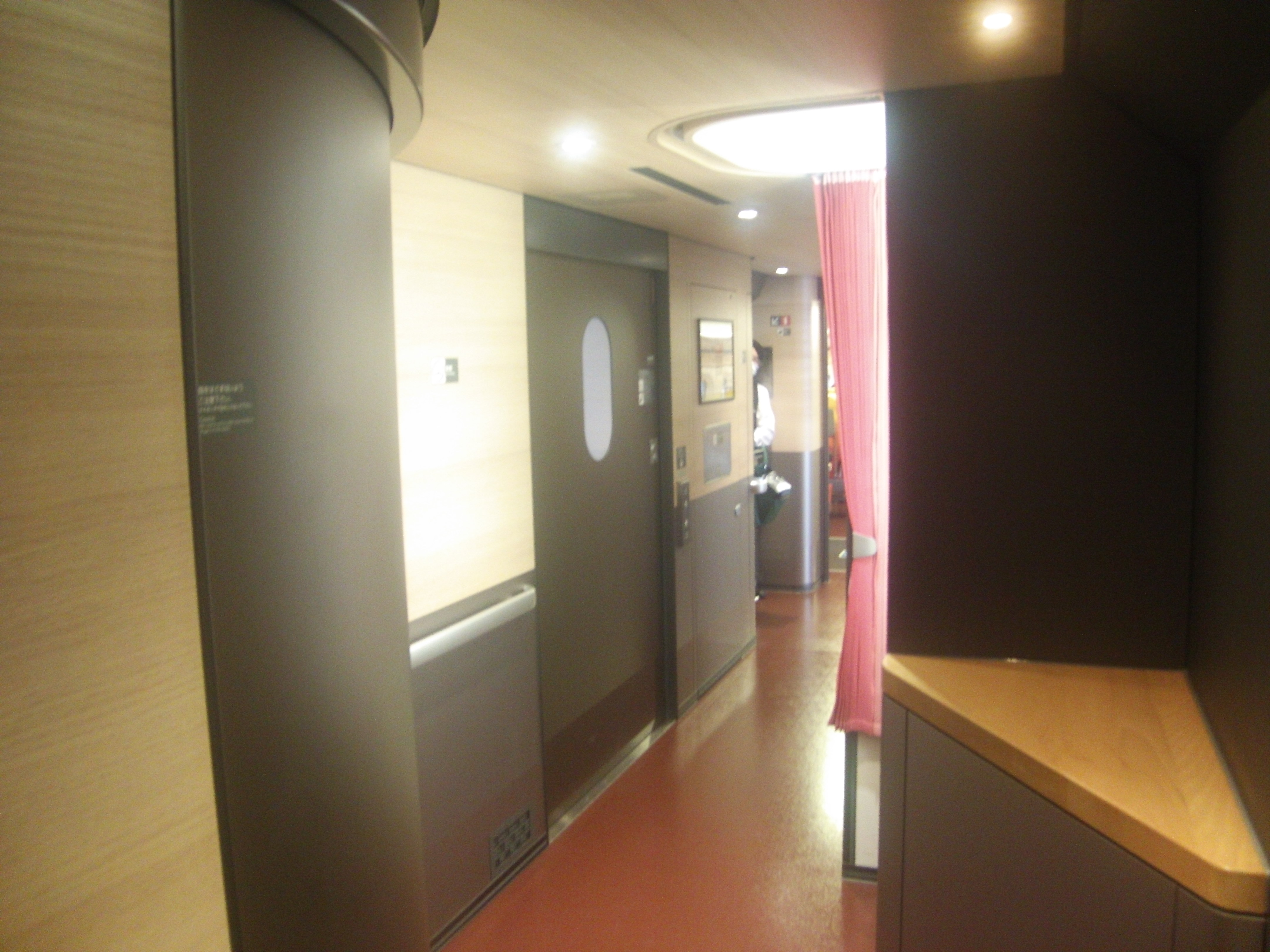
パブリックスペース（通路）
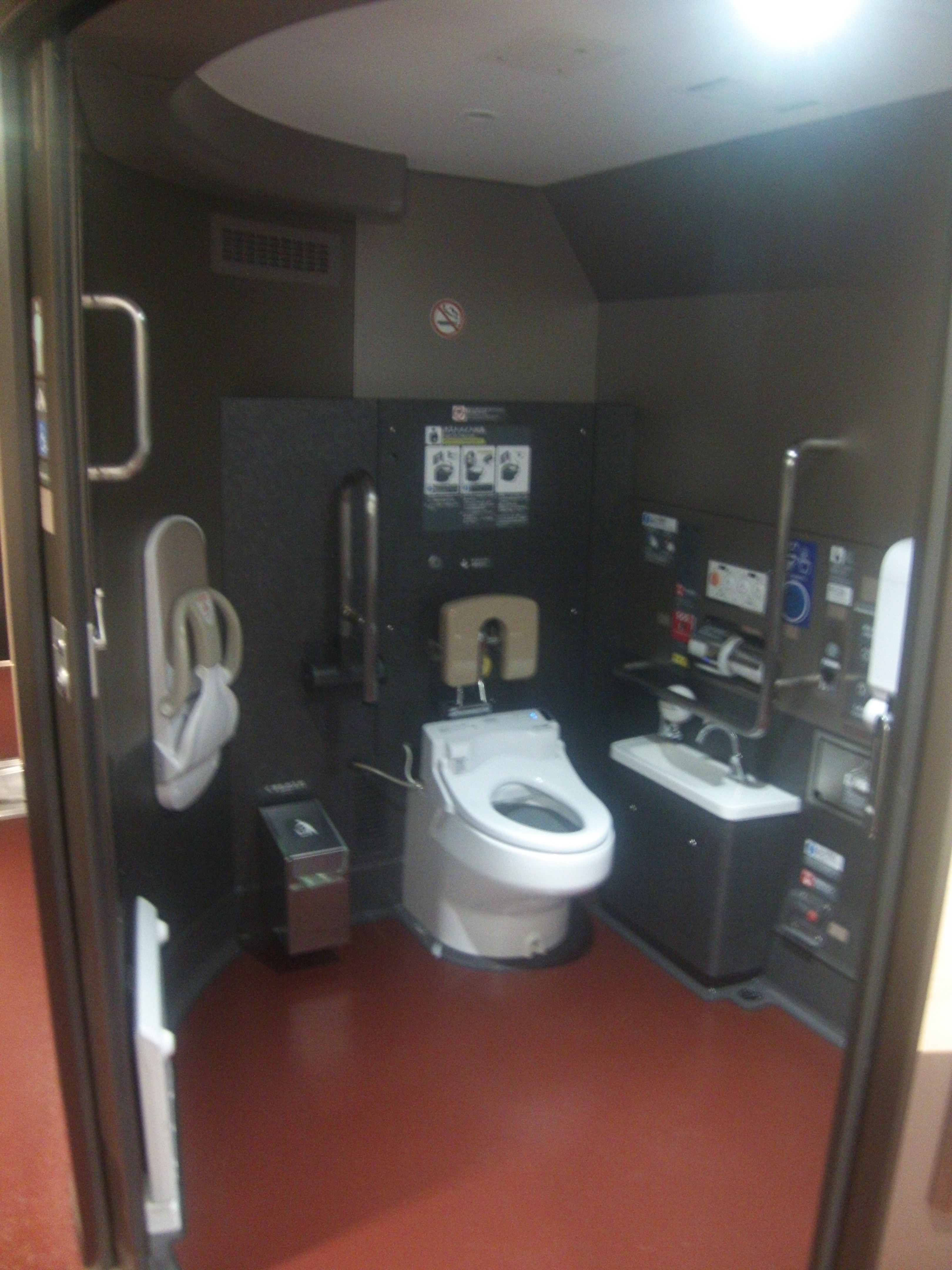
多目的トイレ

## 編成
5M2Tの7両編成で、以下の通り組成する。E6系同様、号車番号はE5系からの続番となる11 - 17号車として割り当てられている。
E811形 (Msc)
11号車に組成される電動車（東京方制御車）で、前頭部に分割・併合装置を備える。客室はグリーン車。
E821形 (Mc)
17号車に組成される電動車（山形・新庄方制御車）で、客室は普通車。
E825形
0番台 (M1)
13号車に組成される電動車（中間車）で、客室は普通車。
100番台 (M2)
14号車に組成される電動車（中間車）で、客室は普通車。
E827形 (M3)
15号車に組成される電動車（中間車）で、客室は普通車。
E828形 (T1)
12号車に組成される付随車（中間車）で、集電装置を搭載する。客室は普通車で、3席分の車椅子スペースを設けている。
E829形 (T2)
16号車に組成される付随車（中間車）で、集電装置を搭載する。客室は普通車。

### E8系（G編成）編成表
特記ない限りは2024年（令和6年）11月時点の情報を示す。
|      |      | ← 東京山形・新庄 → | ← 東京山形・新庄 → | ← 東京山形・新庄 → | ← 東京山形・新庄 → | ← 東京山形・新庄 → | ← 東京山形・新庄 → | ← 東京山形・新庄 → |
| ---- | ---- | ------------------ | ------------------ | ------------------ | ------------------ | ------------------ | ------------------ | ------------------ |
| 号車 | 号車 | 11                 | 12                 | 13                 | 14                 | 15                 | 16                 | 17                 |
| 形式 | 形式 | E811形 (Msc)       | E828形 (T1)        | E825形 (M1)        | E825形 (M2)        | E827形 (M3)        | E829形 (T2)        | E821形 (Mc)        |
| 番台 | 番台 | 0番台              | 0番台              | 0番台              | 100番台            | 0番台              | 0番台              | 0番台              |
| 座席 | 座席 | グリーン車         | 普通車             | 普通車             | 普通車             | 普通車             | 普通車             | 普通車             |
| 定員 | 定員 | 26                 | 36                 | 66                 | 62                 | 62                 | 58                 | 42                 |

## 車歴表
特記ない限りは2024年（令和6年）11月時点の情報を示す。
- 製造…川車：川崎車両、日立：日立製作所
- 配置…山形：山形新幹線車両センター

## トラブル
2025年6月17日11時25分頃、上野駅発盛岡駅行きの下り回送列車（試運転列車）として単独走行中のE8系G11編成が宇都宮駅 - 那須塩原駅間で加速出来なくなるトラブルが発生し、その場で停車した。現場修理の末自力走行で那須塩原駅に入線したものの、この影響で東北新幹線の東京駅 - 仙台駅間の上下線が約5時間半運転を見合わせた。JR東日本は、補助電源装置（SIV）の故障に伴い、主変換装置内の冷却装置が作動しなくなったことによる回路保護機能の作動が原因としているが、同日には2024年11月以降納入の別のE8系3編成にも補助電源装置の不具合があったことが判明しており、JR東日本では補助電源装置の故障原因が判明するまでの間、E8系による単独運転を取りやめるとしている。
その後の調査で、故障編成の補助電源装置内部にある半導体素子が損傷していることが判明し、更に調査を進めた結果、G7編成以降に採用された半導体素子について、制御基板との組み合わせによって従来の補助電源装置より大きな制御電流が流れたことにより周囲温度が上昇し、更に気温の上昇も合わさって保護素子が誤作動し、過大な電流が半導体素子に流れたことで半導体素子が損傷したのが原因と判定され、制御回路の保護素子の設定を修正し誤作動を防ぐ措置を施した上で8月1日よりE8系の単独運転を順次再開することとした。

## 登場作品
アニメ「シンカリオン チェンジ ザ ワールド」ではE8系をベースとしたシンカリオン E8つばさが登場する。